# Kenalan
Kenalan is een bestuurslaag in het regentschap Magelang van de provincie Midden-Java, Indonesië. Kenalan telt 1124 inwoners (volkstelling 2010).